# Formación sustitutiva
Una formación sustitutiva es un concepto del psicoanálisis que se usa para designar formaciones del inconsciente tales como los síntomas psíquicos, los actos fallidos, los chistes o los lapsus cuando aparecen como reemplazo de los contenidos inconscientes. En este proceso se puede distinguir, por un lado, una función «económica», en el sentido de que la formación sustitutiva logra —al menos en parte— una satisfacción sustituta del deseo inconsciente, y, por otra, una dimensión «simbólica», en el sentido de que la sustitución inconsciente no es arbitraria sino que responde a una línea asociativa; esta línea, según la teoría freudiana, puede dar cuenta del contenido inconsciente oculto y, por tanto, de ciertos rasgos estructurales de la personalidad del sujeto.
El término está relacionado con los de formación de compromiso y formación reactiva. De manera general puede decirse que todo síntoma es por definición un producto transaccional o de compromiso, puesto que siempre es el resultado de un conflicto que se transa con la defensa. La diferenciación entre las distintas formaciones es sutil, pero importante, porque da cuenta de qué es lo que ha prevalecido en la formación de síntoma. Si aparece una formación sustitutiva, se ha buscado algún camino que se orienta más hacia dar alguna satisfacción al deseo, si aparece la formación reactiva, en cambio, lo que se ha impuesto es la defensa.

## Desarrollo del concepto en la obra de Freud
Las primeras menciones de Freud a la existencia de una formación sustitutiva pueden leerse tan tempranamente como en 1894 en sus primeros intentos de esbozar los mecanismos de la formación de síntomas. El análisis de estas sustituciones lleva a Freud a la focalización en la vida anímica de la niñez temprana y al descubrimiento de la sexualidad infantil. En su presentación autobiográfica escrita en 1924 y publicada en 1925 señala:

«En la busca de las situaciones patógenas en que habían sobrevenido las represiones de la sexualidad, y de las que surgieron los síntomas como formaciones sustitutivas de lo reprimido, nos vimos llevados a épocas cada vez más tempranas de la vida del enfermo, hasta llegar, por fin, a su primera infancia. Resultó lo que poetas y conocedores del hombre habían afirmado siempre, a saber, que las impresiones de estos períodos iniciales de la vida, si bien las más de las veces caían bajo la amnesia, dejaban tras sí huellas indelebles en el desarrollo del individuo y, en paricular, establecían la predisposición a contraer más tarde una neurosis.»

Una versión revisada y afinada, pero de la misma idea esencial, se expone en Inhibición, síntoma y angustia, un texto de 1926. Puede decirse, por tanto, que la noción, a veces referida como formación «de reemplazo»  (Ersatzbildung) o como «subrogado», se mantuvo de manera relativamente invariable a lo largo de toda la obra freudiana.